# Serge Latouche
Serge Latouche (Gwened, 12 de gener de 1940), és un economista francès que promou i explora un nou sistema econòmic denominat decreixement. Serge Latouche és un dels contribuïdors històrics de la Revue du MAUSS (Moviment AntiUtilitaristes en les Ciències Socials), professor emèrit de la Facultat de Dret, Economia i Gestió Jean Monnet (Sceaux) de la Universitat de París-Sud. Influenciat per les idees de François Partant, Latouche és membre fundador i antic president de l'associació La ligne d'horizon, l'objectiu del qual és donar continuïtat a la reflexió de Partant. En l'àmbit de les ciències socials ha desenvolupat una crítica a l'ortodòxia econòmica productivista capitalista, a l'economicisme i a l'utilitarisme relacionats amb les nocions de desenvolupament i progrés. Així mateix, critica el desenvolupament sostenible, que considera simultàniament oxímoron i pleonasme. L'any 1998 va rebre el Premi Europeu Amalfi de Sociologia i Ciències socials.

## Idees sobre decreixement
Basant-se en aquesta crítica robusta, s'ha convertit en un dels ideòlegs més coneguts del decreixement, clarint respecte de l'alternativa:
| « | El decreixement, com a tal, no és veritablement una alternativa concreta; seria, més aviat, la matriu que donaria lloc a l'eclosió de múltiples alternatives. Evidentment, qualsevol proposta concreta o contraproposta és, a la vegada, necessària i problemàtica. | » |

Insisteix a més a més en el fet que el decreixement no es tracta d'una opció, sinó que vindria imposat pels límits del creixement, i que es resumeix en l'expressió "Decreixement o barbàrie".

## Obres
- Faut-il refuser le développement?: Essai sur l'anti-économique du Tiers-monde (Presses universitaires de France, 1986)
- La planète des naufragés: Essai sur l'après-développement (La Découverte, 1991)
- In the Wake of the Affluent Society: An Exploration of Post-Development (Zed Books, London, 1993).
- The Westernization of the World: Significance, Scope and Limits of the Drive Towards Global Uniformity (Polity Press, Cambridge, United Kingdom, 1996).
- L'Autre Afrique: Entre don et marché (Albin Michel, 1998).
- La Déraison de la raison économique: de l'efficacité au principe de précaution (Albin Michel, 2001).
- Justice sans limites: Le défi de l'éthique dans une économie mondialisée (Fayard, 2003).
- Décoloniser l'imaginaire : La Pensée créative contre l'économie de l'absurde (Parangon, 2003).
- Survivre au développement : De la décolonisation de l'imaginaire économique à la construction d'une société alternative (Mille et Une Nuits, 2004).
- La Mégamachine : Raison technoscientifique, raison économique et mythe du progrès, (2004).
- L'invention de l'économie, (2005).
- Le pari de la décroissance, (2006).
- Petit traité de la décroissance sereine, (Mille et Une Nuits, 2007). Traduït al català: Petit tractat del decreixement serè (ISBN: 9788475028231)
- Entre mondialisation et décroissance. L'autre Afrique, (2008).
- Le Temps de la décroissance, (amb Didier Harpagès, éditions Thierry Magnier, Collection Troisième Culture, 2010).
- Sortir de la société de consommation, (Les liens qui libèrent/Actes Sud, 2010).
- Vers une société d'abondance frugale : Contresens et controverses sur la décroissance, (Fayard/Mille et une nuits, 2011).